# Mary e il giardino dei misteri
Mary e il giardino dei misteri (アニメ ひみつの花園?, Himitsu no hanazono, lett. "Il giardino segreto") è un anime giapponese del 1991, trasposizione del romanzo Il giardino segreto scritto da Frances Hodgson Burnett. È la storia di Mary Lennox, una piccola orfana che va a vivere dallo zio in Inghilterra dopo la morte dei genitori e che scopre nei pressi del castello dove abita un meraviglioso giardino segreto.

## Trama
Dopo la morte dei genitori per un'epidemia di colera, la piccola Mary Lennox dalla lontana India va ad abitare nello Yorkshire in Inghilterra, nel castello dello zio Archibald Craven. Mary è inizialmente una ragazzina scontrosa e viziata e subito si scontra con la signora Medlock, governante del castello e incaricata dallo zio d'impartirle un'educazione degna di una ragazza di buona famiglia. Mary fa inoltre la conoscenza della dolce Martha, la cameriera del castello, che l'aiuta a inserirsi nella vita della sua nuova casa, e di Dick, fratello di Martha, un ragazzino della sua età molto amante degli animali, che diventa il suo compagno di giochi e di avventure.
L'incontro più straordinario sarà però con la cartomante e indovina Camilla, che abita in un luogo sperduto nella brughiera, bandita della comunità, temuta ed evitata da tutti. La prima volta che Mary vede Camilla la scambia quasi per la madre perduta e tra lei e la giovane donna si stabilisce subito un profondo rapporto empatico.
Col passare del tempo Mary con l'aiuto dei suoi amici comincia a capire i ritmi della vita nel castello e nella brughiera e si rende poco a poco conto che quei luoghi sono permeati da grandi misteri di cui tutti sono a conoscenza ma di cui nessuno osa parlare. Qual è la verità sulla morte di Lilias Craven, moglie di Archibald e zia di Mary, avvenuta in circostanze oscure 10 anni prima? Esiste veramente il "Giardino Segreto" di cui si favoleggia nei bisbiglii terrorizzati della servitù e di cui è precluso ogni accesso? E di chi è quel pianto disperato che echeggia di notte nel castello? Ma soprattutto, chi è veramente Camilla, "la strega", "la messaggera del demonio", come viene soprannominata al villaggio? Perché possiede un fermaglio a forma di farfalla identico a quello di Mary e che è l'unico ricordo della madre? E che ruolo ha avuto nella misteriosa morte della giovane castellana?
La vita del castello e della comunità si è come fermata dopo i terribili avvenimenti di 10 anni prima, e Mary capisce che solo svelando tutti questi misteri la vita nella brughiera potrà riprendere come prima. Ma non bisogna chiedere affinché vengano svelati i segreti, come un giorno le dirà Camilla. Tutti i misteri si riveleranno al momento opportuno.

## Personaggi principali
Mary Lennox (メアリー・レノックス?, Mearī Renokkusu)
Doppiata da: Mīna Tominaga (ed. giapponese), Emanuela Pacotto (ed. italiana)
All'inizio della storia ha circa 9 anni. Ha vissuto in India fino alla morte dei genitori, avvenuta per un'epidemia di colera. È sempre stata trascurata dai genitori, troppo presi dagli affari e dalla vita mondana ed è stata praticamente allevata dalla servitù. Al suo arrivo in Inghilterra nel castello dello zio a cui è stata affidata, in un primo momento fatica a inserirsi e a seguire la rigida disciplina della signora Medlock, la governante. Diventerà però molto amica della cameriera Martha, di Dick, suo fratello, di Camilla, la misteriosa indovina e di Colin, il cugino che vive nel castello nascosto da tutti. Dopo aver trovato l'accesso al misterioso "Giardino Segreto", Mary con i suoi amici deciderà di recuperarlo piantando fiori e curandone le piante, per farlo ritornare ai suoi antichi splendori. È nata il 6 gennaio
Martha Sowerby (マーサ・サワビー?, Māsa Sawabī)
Doppiata da: Chika Sakamoto (ed. giapponese), Marina Massironi (ed. italiana)
È la secondogenita di dodici fratelli e lavora come cameriera al castello di Archibald Craven. Molto dolce e paziente con tutti (tranne che col fratellino Dick al quale non perdona alcuna marachella) diventerà grande amica di Mary e l'aiuterà a inserirsi nella vita del castello e nel travagliato rapporto di amicizia con il cugino Colin.
Dick Sowerby (ディコン・サワービー?, Dikon Sawabī)
Doppiato da: Mayumi Tanaka (ed. giapponese), Davide Garbolino (ed. italiana)
Ha un profondo e intenso rapporto con la natura della brughiera, arrivando perfino a capire e a parlare con gli animali. Assieme a Colin, diventerà un grande amico di Mary e suo compagno di avventure e la aiuterà a comprendere i grandi misteri che circondano quei luoghi.
Colin Craven (コリン・クレイブン?, Korin Kureibun)
Doppiato da: Minami Takayama (ed. giapponese), Stefano Dondi (ed. italiana)
Figlio di Lilias e Archibald Craven e cugino di Mary, vive nel castello immobilizzato nel suo letto e impossibilitato a camminare a causa di una grave malattia. Crede di essere odiato dal padre per essere stato la causa della morte della madre avvenuta alla sua nascita e il senso di colpa dovuto a questo fatto fa sì che egli si punisca impedendosi di guarire. Con l'aiuto di Mary, Colin scoprirà la vera causa della morte della madre Lilias riacquistando fiducia in se stesso e riuscendo finalmente a camminare.
Camilla (カミーラ?, Kamīra)
Doppiata da: Fumi Hirano (ed. giapponese), Maddalena Vadacca (ed. italiana)
Grande amica di Mary è soprannominata dal prete e dagli abitanti del villaggio "la strega" e "la messaggera del demonio". Scacciata dalla comunità e isolata da tutti, vive ai margini della brughiera raccogliendo erbe medicinali e leggendo il futuro nelle carte. Quindici anni prima quando aveva circa 10 anni, dopo la morte della madre era stata accolta al castello ed era diventata dama di compagnia di Lilias Craven e sua grande amica nonostante la differenza di età. Dopo la misteriosa morte della giovane zia di Mary, era stata cacciata perché ritenuta ingiustamente responsabile del tragico avvenimento. Nonostante l'ostracismo di tutti, continua a vivere nella brughiera, in perenne attesa del ritorno del fidanzato scacciato anch'egli dal castello, al quale ha promesso di aspettarlo.
Lilias Lennox (リリアス・レノックス?, Ririasu Renokkusu) (da sposata Lilias Craven)
Giovane moglie di Archibald Craven, zio di Mary, è morta dieci anni prima dell'inizio della storia dando alla luce prematuramente Colin, dopo un misterioso incidente avvenuto nel "Giardino Segreto". Dopo la sua morte la vita al castello non sarà più la stessa e il marito, disperato, sbarrerà per sempre l'accesso al "Giardino Segreto" nascondendone la chiave sotto terra.

## Edizione italiana

### Sigla
La sigla iniziale e finale dal titolo Mary e il giardino dei misteri, musica di Gino De Stefani e Paolo Marino, arrangiamento di Max Longhi, testi di Alessandra Valeri Manera, è cantata da Cristina D'Avena.

### Doppiaggio
| Personaggio                    | Doppiatore originale | Doppiatore italiano |
| ------------------------------ | -------------------- | ------------------- |
| Mary Lennox                    | Mīna Tominaga        | Emanuela Pacotto    |
| Archibald Craven (zio di Mary) | Osamu Saka           | Antonio Paiola      |
| Mrs. Medlock (governante)      | Yoshiko Ohta         | Graziella Porta     |
| Martha (cameriera)             | Chika Sakamoto       | Marina Massironi    |
| Camilla (indovina)             | Fumi Hirano          | Maddalena Vadacca   |
| Colin Craven (cugino di Mary)  | Minami Takayama      | Stefano Dondi       |
| Dick (fratello di Marta)       | Mayumi Tanaka        | Davide Garbolino    |

## Episodi
| Nº | Titolo italiano Giapponese 「Kanji」 - Rōmaji - Traduzione letterale                                                           | In onda           | In onda        |
| Nº | Titolo italiano Giapponese 「Kanji」 - Rōmaji - Traduzione letterale                                                           | Giapponese        | Italiano       |
| 1  | La ragazzina insofferente 「つむじまがりのメアリー」 - Tsumuji magari no Mearī – "Mary il turbine"                             | 19 aprile 1991    | 13 agosto 1993 |
| 2  | Mary la stizzosa 「こんなとこイヤだ!」 - Kon'na toko iyada! – "Non mi piace questo!"                                           | 26 aprile 1991    |                |
| 3  | Nessuno mi vuole bene 「だれかが泣いている」 - Dare ka ga naite iru – "Qualcuno sta piangendo"                                 | 10 maggio 1991    |                |
| 4  | Cosa c'è oltre quel muro? 「へいの向こうに何がある」 - Hei no mukō ni nani ga aru – "Cosa c'è oltre il recinto?"               | 17 maggio 1991    |                |
| 5  | E se succedesse davvero? 「ホントになったらどうするの?」 - Honto ni nattara dō suru no? – "E se succedesse davvero?"           | 24 maggio 1991    |                |
| 6  | Perché tanti segreti? 「どうして教えてくれないの」 - Dōshite oshiete kurenai no – "Perché non me lo dici?"                     | 31 maggio 1991    |                |
| 7  | Camilla 「カミーラの予言」 - Kamīra no yogen – "La profezia di Camilla"                                                        | 14 giugno 1991    |                |
| 8  | La stella dei desideri 「星に願いを…」 - Hoshi ni negai wo... – "Il desiderio a una stella..."                                 | 21 giugno 1991    |                |
| 9  | La porta chiusa 「開かずの扉」 - Akazu no tobira – "La porta chiusa"                                                           | 5 luglio 1991     |                |
| 10 | L'incontro 「地面を少しください」 - Jimen o sukoshi kudasai – "Dammi un po' di terreno"                                        | 12 luglio 1991    |                |
| 11 | Il bracconiere 「またウソついちゃった」 - Mata uso tsui chatta – "Ho mentito di nuovo"                                         | 19 luglio 1991    |                |
| 12 | A palazzo non torno 「帰ってなんかやるもんか」 - Kaette nanka yaru mon ka – "Vuoi andare a casa e fare qualcosa?"              | 26 luglio 1991    |                |
| 13 | Un piccolo litigio 「行くとこなくなっちゃった」 - Ikuto konaku natchatta – "Mi sono persa quando ci sono andata"               | 2 agosto 1991     |                |
| 14 | Il giardino rubato 「お庭を盗んじゃったの」 - O niwa o nusun jatta no – "Ti ho rubato il giardino"                             | 6 settembre 1991  |                |
| 15 | Non è un sogno 「夢ではないといいのにね」 - Yume de wanaito īnoni ne – "Spero non sia un sogno"                                | 13 settembre 1991 |                |
| 16 | Il secondo segreto 「おやしきのラージャ」 - Oyashiki no Rāja – "La misteriosa Raja"                                            | 20 settembre 1991 |                |
| 17 | Quante cose da fare 「あたし、とっても忙しいの」 - Atashi, tottemo isogashī no – "Sono molto impegnata"                        | 27 settembre 1991 |                |
| 18 | Ce la metterò tutta 「せっかく教えてあげたのに」 - Sekkaku oshiete agetanoni – "Mi sono anche presa la briga di dirtelo"       | 4 ottobre 1991    |                |
| 19 | Colin è in pericolo? 「犯人はヘンリー先生?」 - Hannin wa Henrī sensei? – "Henry è il colpevole?"                               | 11 ottobre 1991   |                |
| 20 | La terapia degli animali 「動物たちがやってきた」 - Dōbutsutachi ga yattekita – "Sono arrivati gli animali"                    | 18 ottobre 1991   |                |
| 21 | Delusione 「寝ないで待っていたのにね」 - Nenaide matte itanoni ne – "Ho aspettato senza dormire"                               | 25 ottobre 1991   |                |
| 22 | Devi camminare 「お庭に行こうよ」 - O niwa ni ikōyo – "Andiamo in giardino"                                                    | 1º novembre 1991  |                |
| 23 | All'aria aperta 「せっかくうまくいったのに」 - Sekkaku umaku ittanoni – "Nonostante ciò è andata bene"                         | 8 novembre 1991   |                |
| 24 | Voci dal camino 「聞こえてきたの、暖炉から」 - Kikoete kita no, danro kara – "L'ho sentita attraverso il caminetto"            | 15 novembre 1991  |                |
| 25 | Le missive segrete 「手紙を食べちゃったの」 - Tegami o tabechatta no – "Ho divorato la lettera"                                | 22 novembre 1991  |                |
| 26 | Nel giardino 「わがままコリン」 - Wagamama Korin – "Colin l'egoista"                                                           | 29 novembre 1991  |                |
| 27 | Il temporale 「ホントに嵐が来ちゃったの」 - Honto ni arashi ga kichatta no – "È arrivata davvero una tempesta"                 | 20 dicembre 1991  |                |
| 28 | Perché non si possono salvare? 「どうして救けてくれないの」 - Dōshite tasukete kurenai no – "Perché non si possono salvare?"   | 10 gennaio 1992   |                |
| 29 | Camilla non è una strega 「どうして魔女なのカミーラが?」 - Dōshite majona no Kamīra ga? – "Perché Camilla sarebbe una strega?" | 17 gennaio 1992   |                |
| 30 | Abbasso la caccia 「みんなを逃がしてやらなくちゃ」 - Minna o nigashite yaranakucha – "Devo far fuggire tutti"                  | 24 gennaio 1992   |                |
| 31 | Lasciateci soli 「君と二人で居たいんだ」 - Kimi to futari de itai nda – "Voglio stare con te"                                  | 31 gennaio 1992   |                |
| 32 | Che cos'è la gelosia? 「ヤキモチってなあに？」 - Yakimochi tte nāni? – "Cos'è la gelosia?"                                     | 7 febbraio 1992   |                |
| 33 | Amici per la pelle 「ディコン、許してくれるかい?」 - Dikon, yurushite kureru kai? – "Dick, puoi perdonarmi?"                   | 14 febbraio 1992  |                |
| 34 | Un terribile presagio 「不吉な予言」 - Fukitsuna yogen – "Un minaccioso presagio"                                              | 21 febbraio 1992  |                |
| 35 | La fuga a Londra 「ロンドンに行こう」 - Rondon ni ikou – "Andiamo a Londra"                                                    | 28 febbraio 1992  |                |
| 36 | Londra è davvero enorme 「こんなに広いのロンドンは?」 - Konnani hiroi no Rondon wa? – "Quando è grande Londra?"                | 6 marzo 1992      |                |
| 37 | Dov'è Hawkins? 「ホーキンスはどこだ?」 - Hōkinsu wa dokoda? – "Dov'è Hawkins?"                                                 | 13 marzo 1992     |                |
| 38 | Addio giardino segreto 「ひみつの庭よさようなら」 - Himitsu no niwa yo sayōnara – "Addio al giardino segreto"                  | 20 marzo 1992     |                |
| 39 | È quasi una magia 「魔法」 - Mahō – "Magia"                                                                                    | 27 marzo 1992     |                |